# Knautia alleizettei
Knautia alleizettei är en tvåhjärtbladig växtart som beskrevs av Chassagne och Szabo. Knautia alleizettei ingår i släktet åkerväddar, och familjen Dipsacaceae. Inga underarter finns listade i Catalogue of Life.